# Saturnia albophaga
Saturnia albophaga är en fjärilsart som beskrevs av Bang-haas 1926. Saturnia albophaga ingår i släktet Saturnia och familjen påfågelsspinnare. Inga underarter finns listade.